# Ville Nieminen
Ville Juhani Nieminen (* 6. April 1977 in Tampere) ist ein ehemaliger finnischer Eishockeyspieler und heutiger -trainer, der über viele Jahre bei Tappara Tampere in der Liiga aktiv war. In der National Hockey League spielte er unter anderem für die Colorado Avalanche, Pittsburgh Penguins, New York Rangers, San Jose Sharks und Chicago Blackhawks. Zuletzt war er Cheftrainer bei MODO Hockey aus der HockeyAllsvenskan.

## Karriere
Ville Nieminen begann seine Karriere 1993 bei den B-Junioren von Tappara Tampere. Im Jahr darauf spielte er für die A-Junioren und durfte seine ersten Spiele bei den Profis in der SM-liiga absolvieren. In der Saison 1995/96 erreichte er in 20 Spielen bei den Junioren 43 Punkte und schaffte somit den endgültigen Sprung zu den Profis. Nach seiner ersten kompletten Saison in der SM-liiga wurde er von der Colorado Avalanche im NHL Entry Draft 1997 in der dritten Runde an Position 78 ausgewählt.
Im Herbst 1997 ging er nach Nordamerika und spielte dort für die Hershey Bears, dem Farmteam von Colorado in der American Hockey League. Während der Saison 1999/2000 durfte er sein erstes Spiel für die Avalanche in der National Hockey League bestreiten. Es blieb für diese Saison aber auch das einzige. Dafür spielte er seine beste Saison in der AHL und erzielte insgesamt 51 Punkte in 74 Spielen.

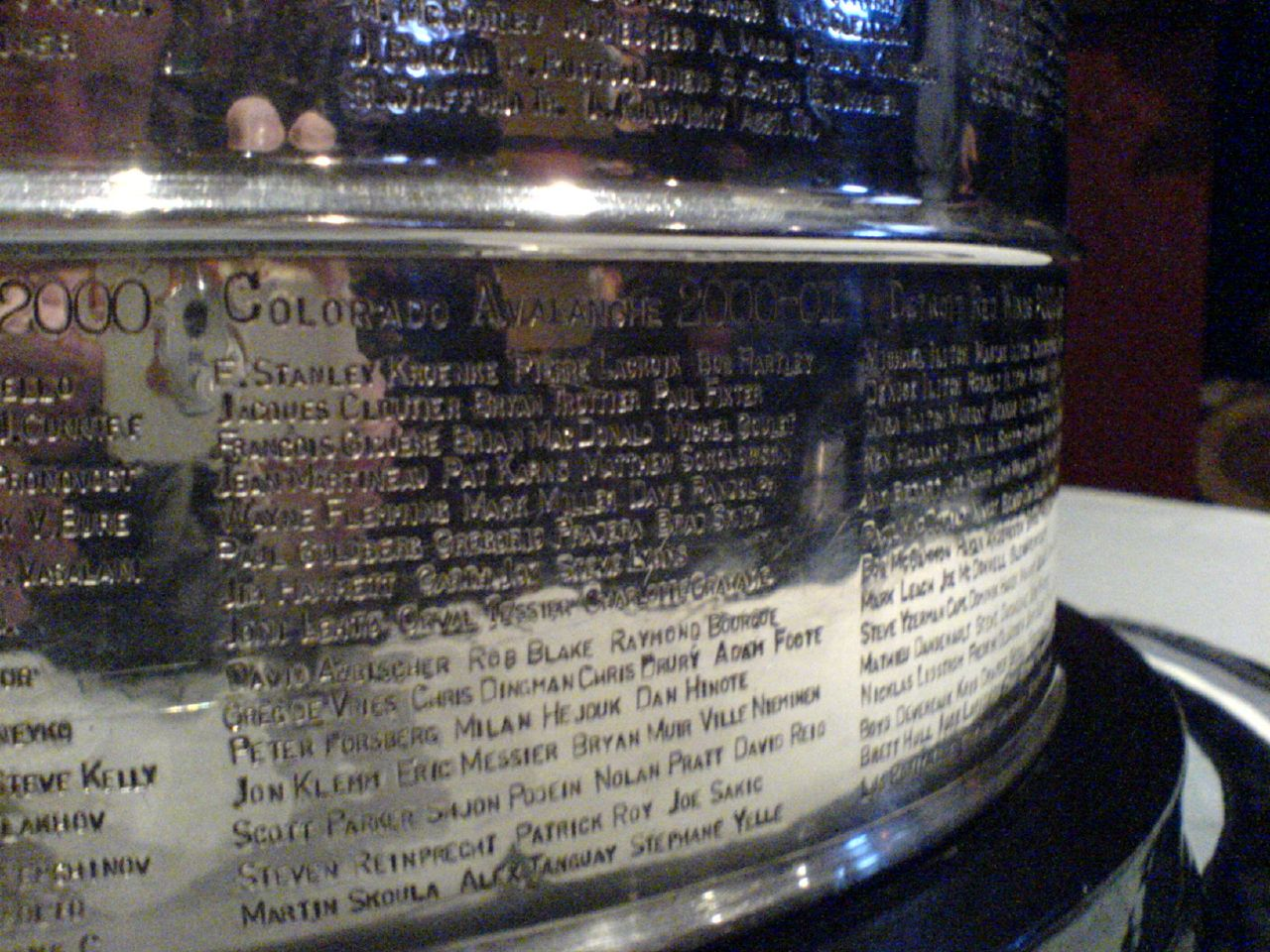
Ville Nieminens Name auf dem Stanley Cup (4. Reihe von unten, 1. Name von rechts)

In der Saison 2000/01 spielte er noch teilweise für die Hershey Bears, doch hauptsächlich gehörte er zum NHL-Kader der Colorado Avalanche. Mit ihnen gewann er am Ende der Saison den Stanley Cup. In der folgenden Saison nahm er mit dem finnischen Team an den Olympischen Winterspielen in Salt Lake City teil. Kurz darauf wurde er von Colorado zu den Pittsburgh Penguins transferiert.
In Pittsburgh spielte er eineinhalb Jahre und unterschrieb im Sommer 2003 einen Vertrag bei den Chicago Blackhawks, die ihn im Februar 2004 zu den Calgary Flames transferierten. Mit Calgary zog er bis ins Stanley-Cup-Finale ein, unterlag dort aber knapp den Tampa Bay Lightning. Als die NHL-Saison 2004/05 wegen des Lockout abgesagt wurde, wechselte Nieminen nach Finnland zu seinem Heimatverein Tappara.
In der NHL galt Ville Nieminen als Stürmer, der sehr gut mit dem Puck umgehen konnte und sowohl offensiv als auch defensiv ein gutes Spiel hatte, aber zu wenig Tore schoss.
Im Herbst 2005 startete die NHL wieder den Spielbetrieb und Ville Nieminen unterschrieb einen Vertrag bei den New York Rangers. Im Februar 2006 gewann er mit der finnischen Nationalmannschaft die olympische Silbermedaille in Turin. Einen Monat später transferierten ihn die New York Rangers zu den San Jose Sharks. Doch in San Jose blieb er nur ein Jahr, als er Ende Februar 2007 zu den St. Louis Blues transferiert wurde. Nach dem Saisonende kehrte er nach Europa zurück, wo er einen Vertrag bei den Malmö Redhawks in der HockeyAllsvenskan unterschrieb. Nach einem Jahr verließ er den Klub und wechselte zurück zu seinem Heimatverein Tappara Tampere in die SM-liiga.
Ab 2010 spielte Nieminen in der Kontinentalen Hockey-Liga, zunächst in der Saison 2010/11 für den HK Sibir Nowosibirsk und zwischen Mai und Oktober 2011 für Neftechimik Nischnekamsk. Anfang November 2011 wurde er vom lettischen KHL-Teilnehmer Dinamo Riga verpflichtet. Zwei Monate später folgte ein Engagement beim schwedischen Zweitligisten Örebro HK. Für die Saison 2012/13 wurde der Finne abermals von seinem Jugendverein Tappara Tampere verpflichtet.
Nach der Saison 2014/15, die er bei Lukko Rauma verbracht hatte, beendete er seine Karriere.

### Als Trainer
Ab April 2015 war Nieminen Cheftrainer von KeuPa HT aus der Mestis. Zwischen 2016 und 2018 betreute er dan Mikkelin Jukurit als Co-trainer, ehe er zur Saison 2018/19 Cheftrainer bei den Pelicans wurde. Ab Juni 2020 war Nieminen Cheftrainer des schwedischen Eishockeyclubs MODO Hockey, den Posten verlor er aber auf Grund von Erfolglosigkeit bereits im November 2020.

## Erfolge und Auszeichnungen
- 2001 Stanley-Cup-Gewinn mit der Colorado Avalanche
- 2004 2. Platz beim World Cup of Hockey
- 2006 Silbermedaille bei den Olympischen Winterspielen

## Karrierestatistik

### International
Vertrat Finnland bei:
- Junioren-Weltmeisterschaft 1997
- Olympischen Winterspielen 2002
- World Cup of Hockey 2004
- Olympischen Winterspielen 2006

(Legende zur Spielerstatistik: Sp oder GP = absolvierte Spiele; T oder G = erzielte Tore; V oder A = erzielte Assists; Pkt oder Pts = erzielte Scorerpunkte; SM oder PIM = erhaltene Strafminuten; +/− = Plus/Minus-Bilanz; PP = erzielte Überzahltore; SH = erzielte Unterzahltore; GW = erzielte Siegtore; 1 Play-downs/Relegation; Kursiv: Statistik nicht vollständig)